# Ivan Ignatiev
Ivan Aleksandrovich Ignatiev (en russe : Иван Александрович Игнатьев), né le 6 janvier 1999 à Atchinsk en Russie, est un footballeur russe jouant au poste d'avant-centre.

## Biographie

### FK Krasnodar
Ivan Ignatiev est né à Atchinsk en Russie, et passe par le club de sa ville natale, le Tsentr Futbola Achinsk. En 2011 il rejoint le FK Krasnodar, club dans lequel il est formé. Il joue son premier match avec l'équipe professionnelle le 27 juillet 2017, lors d'une rencontre de qualification pour la Ligue Europa, face au Lyngby BK. Il est titularisé à la pointe de l'attaque de Krasnodar ce jour-là et son équipe s'impose par deux buts à un. Le 10 août suivant il fait sa première apparition dans la Premier-Liga face à l'Akhmat Grozny. Il est titulaire lors de cette partie et inscrit même son premier but en professionnel, contribuant à la victoire de son équipe (2-3).
Le 27 juillet 2019, pour la troisième journée de la saison 2019-2020 de Premier-Liga, le FK Krasnodar affronte le FK Sotchi. Titulaire, Ivan Ignatiev est auteur ce jour-là du premier doublé de sa carrière, permettant à son équipe de remporter le match (3-0). Le 13 août 2019 Ignatiev dispute sa première rencontre de Ligue des champions face au FC Porto, à l'occasion du match retour du troisième tour de qualification. Commençant la rencontre sur le banc, il entre en jeu à la place de Marcus Berg et son équipe s'impose et se qualifie pour la suite de la compétition (2-3).

### Rubin Kazan
Ignatiev quitte son club de formation à l'hiver 2020 pour rejoindre le Rubin Kazan. Il joue son premier match sous ses nouvelles couleurs en étant titularisé le 1er mars 2020 face FK Tambov, en championnat (0-0). Il inscrit son premier but le 22 juillet 2020, face au FK Spartak Moscou. Son équipe s'incline par deux buts à un ce jour-là.
Le 2 février 2022, Ignatiev est prêté au Krylia Sovetov Samara pour le reste de la saison 2021-2022. Il y dispute cinq rencontres pour un but marqué le 6 mars contre l'Arsenal Toula. À l'issue de son prêt, il est laissé libre après la fin de son contrat.

### Lokomotiv Moscou
Le 21 juillet 2022, Ivan Ignatiev rejoint le Lokomotiv Moscou. Il signe un contrat d'un an avec une option de deux saisons supplémentaires.

### JS Kabylie
Le 5 février 2025, Ignatiev rejoint la JS Kabylie, sur un transfert payant, en provenance du club arménien de première division, le FC Urartu. Avec la JSK, il signe un contrat, jusqu'à la fin de la saison 2026-2027. Il devient le premier joueur russe à jouer dans un club algérien et à avoir marqué un but en Ligue 1 algérienne. En août 2025, il quitte la JS Kabylie.

## Carrière internationale
Avec l'équipe de Russie des moins de 18 ans, Ivan Ignatiev est l'auteur d'un quadruplé lors de la victoire de son équipe sur la République tchèque, le 27 avril 2017, et permet donc à son équipe de remporter le match (1-4).
Ivan Ignatiev joue son premier match avec l'équipe de Russie espoirs le 31 août 2017, lors d'un match face à l'Arménie. Les deux équipes font match nul ce jour-là (0-0).

## Distinction individuelle
FK Krasnodar
- UEFA Youth League
  - Meilleur buteur de la UEFA Youth League 2017-2018 (10 buts)

## Statistiques
| Saison                | Club                         | Championnat           | Championnat | Championnat | Coupe(s) nationale(s) | Coupe(s) nationale(s) | Compétition(s) continentale(s) | Compétition(s) continentale(s) | Compétition(s) continentale(s) | Total | Total |
| Saison                | Club                         | Division              | M.          | B.          | M.                    | B.                    | Comp.                          | M.                             | B.                             | M.    | B.    |
| 2017-2018             | FK Krasnodar                 | D1                    | 4           | 2           | -                     | -                     | C3                             | 2                              | 1                              | 6     | 3     |
| 2018-2019             | FK Krasnodar                 | D1                    | 20          | 7           | 3                     | 2                     | C3                             | 6                              | 0                              | 29    | 9     |
| 2019-2020             | FK Krasnodar                 | D1                    | 13          | 4           | 1                     | 0                     | C1+C3                          | 3+3                            | 1+0                            | 20    | 5     |
| Sous-total            | Sous-total                   | Sous-total            | 37          | 13          | 4                     | 2                     | -                              | 14                             | 2                              | 55    | 17    |
| 2019-2020             | Rubin Kazan                  | D1                    | 11          | 1           | -                     | -                     | -                              | -                              | -                              | 11    | 1     |
| 2020-2021             | Rubin Kazan                  | D1                    | 17          | 2           | 2                     | 0                     | -                              | -                              | -                              | 19    | 2     |
| 2021-2022             | Rubin Kazan                  | D1                    | 9           | 0           | -                     | -                     | C4                             | 1                              | 0                              | 10    | 0     |
| Sous-total            | Sous-total                   | Sous-total            | 37          | 3           | 2                     | 0                     | -                              | 1                              | 0                              | 40    | 3     |
| 2021-2022             | Krylia Sovetov Samara (prêt) | D1                    | 5           | 1           | -                     | -                     | -                              | -                              | -                              | 5     | 1     |
| 2022-2023             | Lokomotiv Moscou             | D1                    | 12          | 4           | 4                     | 0                     | -                              | -                              | -                              | 16    | 4     |
| Total sur la carrière | Total sur la carrière        | Total sur la carrière | 91          | 21          | 10                    | 2                     | -                              | 15                             | 2                              | 116   | 25    |